# Fața nevăzută a lunii
Fața nevăzută a lunii este un film românesc din 2015 regizat de Nell Cobar.